# 安杰伊·沙尔马赫
安杰伊·沙尔马赫（波蘭語：Andrzej Szarmach，1950年10月3日—），波兰男子足球运动员，司职前锋。他曾代表波兰国奥队参加1976年夏季奥林匹克运动会足球比赛，获得一枚银牌。